# Mindre skrikörn
Mindre skrikörn (Clanga pomarina) är en hökfågel som placeras i släktet Clanga. Den häckar i Östeuropa och västra Asien. Vintertid flyttar den till södra Afrika. Tidigare behandlades indisk skrikörn (C. hastata) som underart till mindre skrikörn, men erkänns numera som egen art. IUCN kategoriserar den som livskraftig.

## Utseende
Mindre skrikörn är omkring 60 centimeter lång och har ett vingspann på cirka 150 centimeter. Den är en ganska liten örn, men betydligt större än en vråk. Huvud och vingtäckarna är ljusbruna i kontrast till den övervägande mörka fjäderdräkten. Huvudet och näbben är små för en örn. Det finns ofta en vit fläck på överdelen av vingarna. Ungfågeln har mindre kontrast på vingarna, men större vita områden.

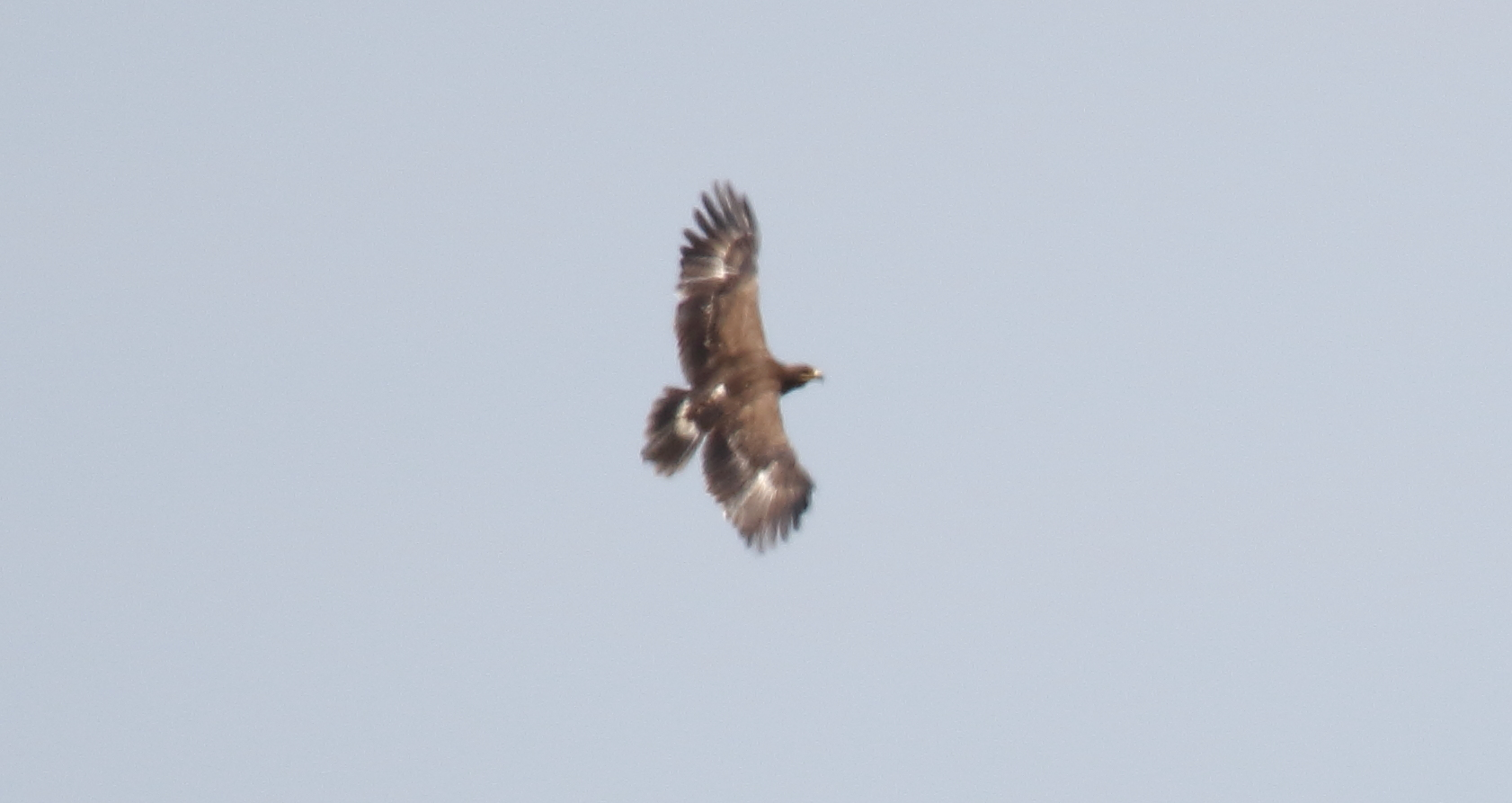

Indisk skrikörn, tidigare behandlad som underart, är mycket lik men skiljer sig dock genom något längre vingar, mycket längre mungipa, brun istället för gul eller bärnstensfärgad ögoniris, mörkare brunt huvud med svarta spolstreck och ljusare bruna undre stjärttäckare.

## Läten
Mindre skrikörn är som namnet avslöjar en ljudlig fågel, med ljusa hundliknande "jip". Spellätet från hanen är utdragna "viiik".

## Utbredning och systematik
Mindre skrikörn häckar lokalt från östra Europa till Kaspiska låglandet. Den är en flyttfågel som övervintrar i södra Afrika. I Sverige är mindre skrikörn en sällsynt men regelbunden gäst.

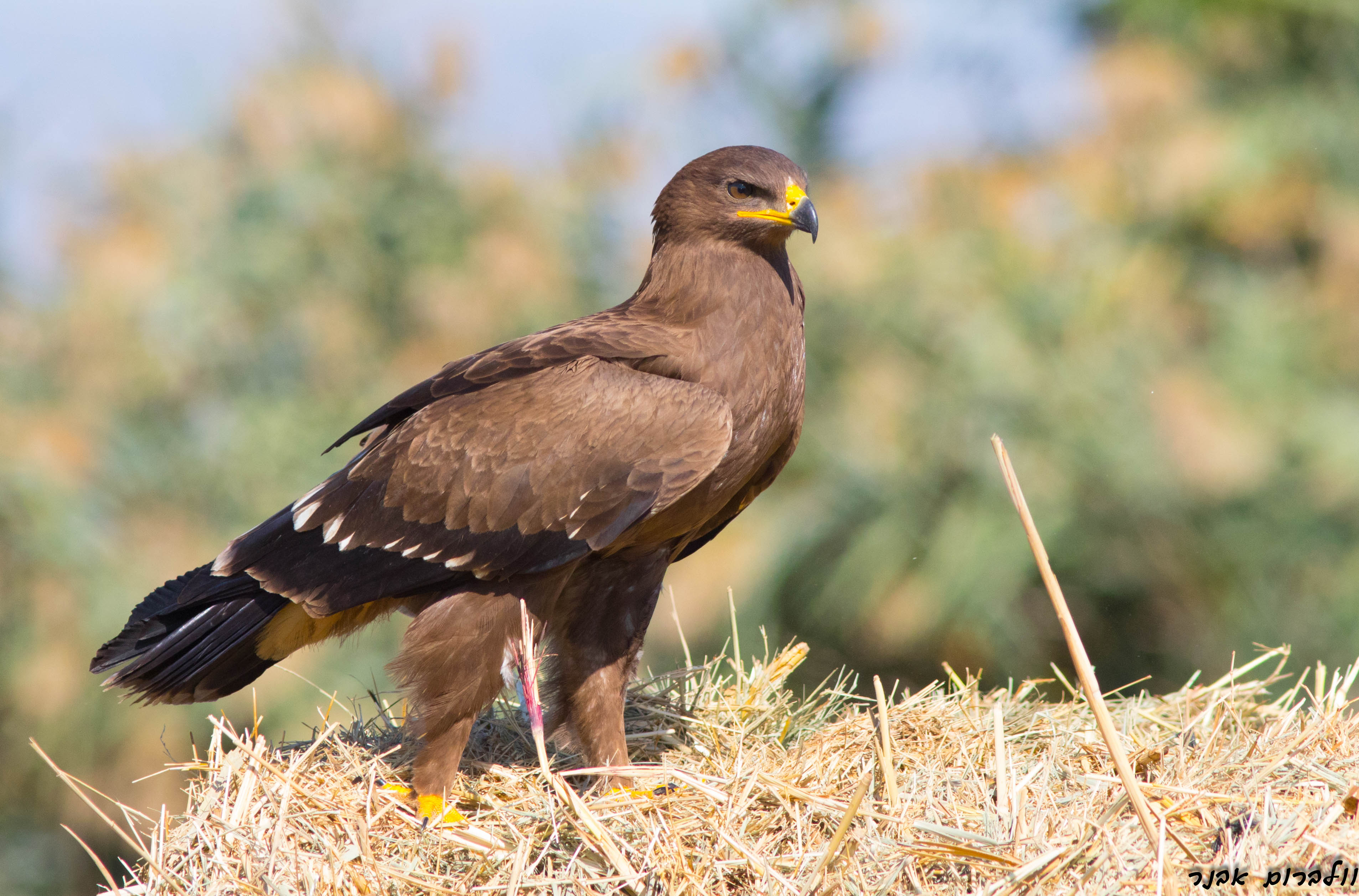

### Släktskap
Liksom alla örnar hör mindre skrikörn till familjen hökartade rovfåglar. Den placerades tidigare i släktet Aquila men lyfts idag ut till släktet Clanga tillsammans med indisk skrikörn och större skrikörn. Genetiska studier visar att dessa tre arter är närmare släkt med asiatiska svartörnen (Ictinaetus malaiensis) och afrikanska tofsörnen (Lophaetus occipitalis) än örnarna i Aquila, t.ex. kungsörn. Mindre skrikörn inkluderade ofta tidigare även indisk skrikörn (Aquila hastata). De betraktas numer som två distinkta arter av merparten auktoriteter.

## Ekologi
Mindre skrikörn föredrar öppet landskap eller landskap med lite skog, där den jagar små däggdjur och liknande landdjur. Boet placeras i ett träd och den lägger ett till tre ägg. 

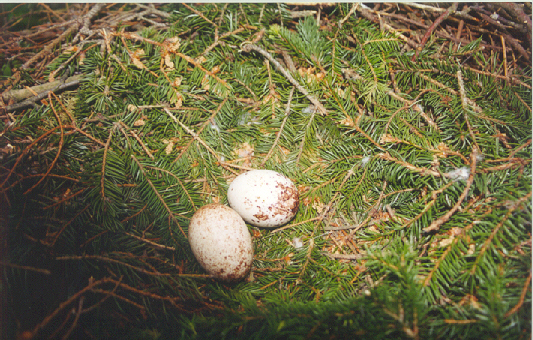
Bo med ungar.

## Status och hot
Arten har ett stort utbredningsområde och en stor population med stabil utveckling. Utifrån dessa kriterier kategoriserar IUCN arten som livskraftig (LC). I Europa tros det häcka 16 400–22 100 par. Europa tros utgöra 73 % av artens utbredningsområde. Extrapolerat uppskattas därför världspopulationen mycket preliminärt till mellan 44 999 och 60 500 vuxna individer.